# Une femme d'attaque
Pour plus de détails, voir Fiche technique et Distribution.
Une femme d'attaque (Fair Enough) est un film américain réalisé par Edward Sloman et sorti en 1918.

## Fiche technique
- Titre original : Fair Enough
- Titre français : Une femme d'attaque
- Réalisation : Edward Sloman
- Scénario : Elizabeth Mahoney, Joseph Anthony Roach
- Photographie : Gilbert Warrenton
- Production : Benjamin B. Hampton
- Société de production : American Film Company
- Société de distribution : Pathé Exchange
- Pays de production :  États-Unis
- Format : Noir et blanc  — 35 mm — 1,33:1 — Film muet
- Durée : 50 minutes (5 bobines)
- Date de sortie: 
  - États-Unis : 29 décembre 1918
  - France : 4 mars 1921[1]

## Distribution
- Margarita Fisher : Ann Dickson
- Eugenie Forde : Mrs. Ellen Dickson
- Alfred Hollingsworth : James Dickson Esq.
- Alice Knowland : Madame Ohnet
- Harry McCoy : Frederick Pierson
- Jack Mower : Carey Phelan
- Bull Montana : 'Happy' Flanigan
- J. Farrel McDonald : Chef de Police Morgan